# Marasmius fishii
Marasmius fishii är en svampart som beskrevs av G. Stev. & G.M. Taylor 1964. Marasmius fishii ingår i släktet Marasmius och familjen Marasmiaceae.   Inga underarter finns listade i Catalogue of Life.